# Iosefo Ponifasio
Tuala Tevaga Iosefo Ponifasio est un avocat et homme politique samoan.

## Biographie
Soldat dans le 3e bataillon du régiment d'Infanterie royal de Nouvelle-Zélande (en) de 1982 à 1990 et de 2004 à 2008, il est titulaire d'une licence de Droit de l'université Victoria de Wellington, et d'un Master en Administration des entreprises de l'université d'Auckland.
Avocat de profession, il est le président de l'Association des anciens combattants des Samoa. Il se présente sans succès comme candidat indépendant aux élections législatives de 2011 et de 2016. Il conteste sans succès sa défaite de 2016 devant le tribunal électoral, et en conséquence les chefs de son village de Leauva'a le bannissent, estimant qu'il y a apporté la discorde. 
Pour les élections de 2021, il cherche à se présenter sous les couleurs du nouveau parti FAST, mais sa candidature n'est pas retenue par le parti. Il se présente donc sans étiquette, et remporte la circonscription de Gagaemauga 1 avec 50,3 % des voix face aux  deux autres candidats dont celui du FAST. Au Fono (parlement), le FAST et le Parti pour la protection des droits de l'homme (PPDH) obtiennent chacun vingt-cinq sièges sur cinquante-et-un ; Iosefo Ponifasio, seul élu sans étiquette, se trouve ainsi en position de faiseur de rois. Il rejoint le parti FAST, conférant la majorité parlementaire à celui-ci. Le 24 mai, la nouvelle Première ministre Fiame Naomi Mata'afa, cheffe du FAST, le nomme vice-Premier ministre ainsi que ministre de l'Administration fiscale et douanière.
Le 10 janvier 2025, la Première ministre limoge Laauli Leuatea Schmidt de son poste de ministre de l'Agriculture et des Pêcheries, en raison de son inculpation pour faux, harcèlement, diffamation et entrave à la justice. Le 15 janvier, en réaction, vingt membres du groupe parlementaire du parti s'assemblent et, sous la direction de Laauli Leuatea Schmidt, votent l'exclusion du parti de Fiame Naomi Mata'afa, de Tuala Iosefo Ponifasio, et des ministres Olo Fiti Vaai, Faualo Harry Schuster, Toeolesulusulu Cedric Schuster et Leatinuu Wayne Sooialo. Ils élisent Laauli Leuatea Schmidt comme chef du parti.